# Настенко Андрій Андрійович
Андрій Андрійович Настенко (1893, Яготин, Пирятинський повіт, Полтавська губернія, нині Бориспільського району, Київської області — 1980, Суми) — український актор.

## Життєпис
Народився 1893 року у м. Яготині, Пирятинського повіту, Полтавської губернії (нині Бориспільського району, Київської області). Був офіцером у Петлюри.
На запрошення І. Мар'яненка став актором Харківського державного театру Революції, потім — Київського театру імені І. Франка. 1937 року, був заарештований. Після із заслання, упродовж 1944–1956 років, працював у Сумському українському музично-драматичному театрі імені М. С. Щепкіна.
Зіграв роль Цибулька у музичній комедії «Сорочинський ярмарок» режисера Миколи Екка, але його ім'я було знято з титрів.
Помер 1980 року та похований у Сумах.

## Основні ролі
- Зоря («Калиновий гай» О. Корнійчука);
- Каймаков («Матір своїх дітей» О. Афіногенова),
- Музикант, Воронов («Дай серцю волю — заведе в неволю», «Доки сонце зійде, роса очі виїсть» М. Кропивницького);
- Андрій Оскарович («Сім'я» І. Попова);
- Мельник («Чудесний край» Л. Юхвіда);
- 2-й Сенатор («Отелло» В. Шекспіра).